# Sparbanken Sverige
Se även Swedbank
Sparbanken Sverige AB var en affärsbank under åren 1993–1997. Den bildades 1992 genom ett samgående mellan de elva största regionala sparbankerna i Sverige, Sparbankernas Bank och Svenska Sparbanksföreningen. Redan året före hade regionala bankerna omvandlats från att ha varit sparbanker, till att bli elva stiftelseägda bankaktiebolag som gick samman i holdingbolaget Sparbanksgruppen. Vid samgåendet överfördes sparbanksstiftelsernas ägande till det nybildade bolaget.
De flesta av de omkring 90 fristående sparbankerna i landet valde att fortsätta det samarbete man haft genom Sparbankernas Bank, men nu med Sparbanken Sverige istället. Sparbanken Sverige bildade 1997 Föreningssparbanken genom ett samgående med Föreningsbanken.
Göran Collert var vd i Sparbanken Sverige till 1995, då han efterträddes av Reinhold Geijer, som också var vd i den sammanslagna Föreningssparbanken. Leif Lewin var styrelseordförande till 1995, då han efterträddes av Göran Collert, som också var ordförande i den sammanslagna Föreningssparbanken.
De elva samgående regionala bankerna 1992:
1. Första Sparbanken
2. Jämtlands läns sparbank
3. Nya Sparbanken
4. Sparbanken Alfa
5. Sparbanken Dalarna
6. Sparbanken Kronan
7. Sparbanken Norrbotten
8. Sparbanken Norrland
9. Sparbanken Skåne
10. Sparbanken Väst
11. Upsala Sparbank